# Virginia Slims World Championship Series 1983
Il Virginia Slims World Championship Series 1983 è iniziato il 3 gennaio con il Virginia Slims of Washington e si è concluso il 12 dicembre con la finale dell'Australian Open.
Nel 1983 indipendentemente dai tornei del Grande Slam organizzati dall'ITF, la stagione dei tornei della WTA vide per la prima volta la riunificazione di quelle che fino all'anno prima erano state le Avon Series (1979-1982), succedute alle Virginia Slims Series (1976-1978), e le Colgate Series (1976-1980), succedute alle Toyota Series (1981-1982). La Virginia Slims prese le redini del tour mondiale del tennis femminile per la prima volta organizzando una trentina di tornei con un montepremi record di dieci milioni di dollari

## Gennaio
| Settimana  | Torneo                                                                                                   | Vincitrici                                    | Finaliste                   | Semifinaliste                    | Eliminate ai quarti                                          |
| ---------- | --- | --------------------------------------------- | --------------------------- | -------------------------------- | ------------------------------------------------------------ |
| 3 gennaio  | Virginia Slims of Washington 1983 Washington, USA 150 000 $ - Sintetico (i) - 32S/16D Singolare - Doppio | Martina Navrátilová 6-1, 6-1                  | Sylvia Hanika               | Mary Lou Daniels Andrea Jaeger   | Helena Suková Barbara Potter Hana Mandlíková Joanne Russell  |
| 3 gennaio  | Virginia Slims of Washington 1983 Washington, USA 150 000 $ - Sintetico (i) - 32S/16D Singolare - Doppio | Martina Navrátilová Pam Shriver 4-6, 7-5, 6-3 | Kathy Jordan Anne Smith     | Mary Lou Daniels Andrea Jaeger   | Helena Suková Barbara Potter Hana Mandlíková Joanne Russell  |
| 10 gennaio | Virginia Slims of Houston 1983 Houston, TX, USA 150 000 $ - Sintetico (i) - 32S/16D Singolare - Doppio   | Martina Navrátilová 6-3, 7-6                  | Sylvia Hanika               | Tracy Austin Eva Pfaff           | Bettina Bunge Anne Smith Pam Shriver Zina Garrison           |
| 10 gennaio | Virginia Slims of Houston 1983 Houston, TX, USA 150 000 $ - Sintetico (i) - 32S/16D Singolare - Doppio   | Martina Navrátilová Pam Shriver 6-4, 6-3      | Jo Durie Barbara Potter     | Tracy Austin Eva Pfaff           | Bettina Bunge Anne Smith Pam Shriver Zina Garrison           |
| 24 gennaio | WTA Marco Island 1983 Marco Island, FL, USA 100 000 $ - Terra rossa - 56S/28D Singolare - Doppio         | Andrea Jaeger 6-1, 6-3                        | Hana Mandlíková             | Andrea Temesvári Michelle Casati | Dianne Balestrat Virginia Ruzici Zina Garrison Kathy Rinaldi |
| 24 gennaio | WTA Marco Island 1983 Marco Island, FL, USA 100 000 $ - Terra rossa - 56S/28D Singolare - Doppio         | Andrea Jaeger Mary Lou Daniels 7-5, 6-4       | Rosie Casals Wendy Turnbull | Andrea Temesvári Michelle Casati | Dianne Balestrat Virginia Ruzici Zina Garrison Kathy Rinaldi |
| 31 gennaio | Palm Beach Cup 1983 Palm Beach Gardens, FL, USA 150 000 $ - Terra rossa - 56S/32D Singolare - Doppio     | Chris Evert 6-3, 6-3                          | Andrea Jaeger               | Wendy Turnbull Hana Mandlíková   | Andrea Temesvári Iva Budařová Rosalyn Fairbank Zina Garrison |
| 31 gennaio | Palm Beach Cup 1983 Palm Beach Gardens, FL, USA 150 000 $ - Terra rossa - 56S/32D Singolare - Doppio     | Barbara Potter Sharon Walsh 6-4, 4-6, 6-2     | Kathy Jordan Smith          | Wendy Turnbull Hana Mandlíková   | Andrea Temesvári Iva Budařová Rosalyn Fairbank Zina Garrison |

## Febbraio
| Settimana   | Torneo | Vincitrici                                   | Finaliste                       | Semifinaliste                    | Eliminate ai quarti                                                         |
| ----------- | --- | -------------------------------------------- | ------------------------------- | -------------------------------- | --------------------------------------------------------------------------- |
| 7 febbraio  | Virginia Slims of Indianapolis 1983 Indianapolis, IN, USA 50 000 $ - Sintetico (i) - 32S/16D Singolare - Doppio | Anne Hobbs 6-4, 6-7, 6-4                     | Ginny Purdy                     | Yvonne Vermaak Iva Budařová      | Candy Reynolds Christiane Jolissaint Catarina Lindqvist Peanut Louie-Harper |
| 7 febbraio  | Virginia Slims of Indianapolis 1983 Indianapolis, IN, USA 50 000 $ - Sintetico (i) - 32S/16D Singolare - Doppio | Lea Antonoplis Barbara Jordan 5-7, 6-4, 7-5  | Rosalyn Fairbank Candy Reynolds | Yvonne Vermaak Iva Budařová      | Candy Reynolds Christiane Jolissaint Catarina Lindqvist Peanut Louie-Harper |
| 14 febbraio | Virginia Slims of Chicago 1983 Chicago, IL, USA 150 000 $ - Sintetico (i) - 32S/16D Singolare - Doppio          | Martina Navrátilová 6-3, 6-2                 | Andrea Jaeger                   | Pam Shriver Tracy Austin         | Marcella Mesker Bettina Bunge Wendy Turnbull Eva Pfaff                      |
| 14 febbraio | Virginia Slims of Chicago 1983 Chicago, IL, USA 150 000 $ - Sintetico (i) - 32S/16D Singolare - Doppio          | Martina Navrátilová Pam Shriver 6-1, 6-2     | Kathy Jordan Anne Smith         | Pam Shriver Tracy Austin         | Marcella Mesker Bettina Bunge Wendy Turnbull Eva Pfaff                      |
| 14 febbraio | Virginia Slims of Pennsylvania 1983 Hershey, PA, USA 50 000 $ - Sintetico (i) - 32S/16D Singolare - Doppio      | Carling Bassett-Seguso 2-6, 6-0, 6-4         | Sandy Collins                   | Anne White Julie Harrington      | Catrin Jexell Beverly Mould Peanut Louie-Harper Lea Antonoplis              |
| 14 febbraio | Virginia Slims of Pennsylvania 1983 Hershey, PA, USA 50 000 $ - Sintetico (i) - 32S/16D Singolare - Doppio      | Beverly Mould Elizabeth Smylie 7-6, 4-6, 7-5 | Rosalyn Fairbank Susan Leo      | Anne White Julie Harrington      | Catrin Jexell Beverly Mould Peanut Louie-Harper Lea Antonoplis              |
| 21 febbraio | Ridgewood Open 1983 Ridgewood, NJ, USA 50 000 $ - Sintetico (i) - 32S/16D Singolare - Doppio                    | Alycia Moulton 6-4, 6-2                      | Catrin Jexell                   | Laura Arraya Marcella Mesker     | Corinne Vanier Susan Leo Lena Sandlin Petra Delhees                         |
| 21 febbraio | Ridgewood Open 1983 Ridgewood, NJ, USA 50 000 $ - Sintetico (i) - 32S/16D Singolare - Doppio                    | Lea Antonoplis Barbara Jordan 6-3, 6-4       | Sherry Acker Ann Henricksson    | Laura Arraya Marcella Mesker     | Corinne Vanier Susan Leo Lena Sandlin Petra Delhees                         |
| 21 febbraio | Virginia Slims of California 1983 Oakland, CA, USA 150 000 $ - Sintetico (i) - 32S/16D Singolare - Doppio       | Bettina Bunge 6-3, 6-3                       | Sylvia Hanika                   | Andrea Temesvári Wendy Turnbull  | Tracy Austin Claudia Kohde Kilsch Anne Smith Pam Shriver                    |
| 21 febbraio | Virginia Slims of California 1983 Oakland, CA, USA 150 000 $ - Sintetico (i) - 32S/16D Singolare - Doppio       | Claudia Kohde Kilsch Eva Pfaff 6-4, 4-6, 6-4 | Rosemary Casals Wendy Turnbull  | Andrea Temesvári Wendy Turnbull  | Tracy Austin Claudia Kohde Kilsch Anne Smith Pam Shriver                    |
| 28 febbraio | WTA Congoleum Classic 1983 Palm Springs, CA, USA 50 000 $ - Cemento - 32S/16D Singolare - Doppio                | Yvonne Vermaak 6-3, 7-5                      | Carling Bassett                 | Kathy Jordan Michelle Torres     | Hana Mandlíková Kathy Rinaldi Wendy White Sylvia Hanika                     |
| 28 febbraio | WTA Congoleum Classic 1983 Palm Springs, CA, USA 50 000 $ - Cemento - 32S/16D Singolare - Doppio                | Kathy Jordan Ann Kiyomura 6-2, 6-4           | Dianne Fromholtz Betty Stöve    | Kathy Jordan Michelle Torres     | Hana Mandlíková Kathy Rinaldi Wendy White Sylvia Hanika                     |
| 28 febbraio | Virginia Slims of Nashville 1983 Nashville, TN, USA 50 000 $ - Sintetico (i) - 32S/16D Singolare - Doppio       | Kathleen Horvath 6-4, 6-3                    | Marcela Skuherská               | Sherry Acker Patricia Hy-Boulais | Iva Budařová Vicky Nelson Dunbar Kim Sands Jenny Klitch                     |
| 28 febbraio | Virginia Slims of Nashville 1983 Nashville, TN, USA 50 000 $ - Sintetico (i) - 32S/16D Singolare - Doppio       | Rosalyn Fairbank Candy Reynolds 6-4, 7-6     | Alycia Moulton Paula Smith      | Sherry Acker Patricia Hy-Boulais | Iva Budařová Vicky Nelson Dunbar Kim Sands Jenny Klitch                     |

## Marzo
| Settimana | Torneo | Vincitrici                               | Finaliste                      | Semifinaliste                                       | Eliminate ai quarti                                                                                                 |
| --------- | --- | ---------------------------------------- | ------------------------------ | --------------------------------------------------- | --- |
| 7 marzo   | Virginia Slims of Dallas 1983 Dallas, TX, USA 150 000 $ - Sintetico (i) - 32S/16D Singolare - Doppio      | Martina Navrátilová 6-4, 6-0             | Chris Evert                    | Bettina Bunge Pam Shriver                           | Hana Mandlíková Wendy Turnbull Jo Durie Sylvia Hanika                                                               |
| 7 marzo   | Virginia Slims of Dallas 1983 Dallas, TX, USA 150 000 $ - Sintetico (i) - 32S/16D Singolare - Doppio      | Martina Navrátilová Pam Shriver 6-3, 6-2 | Rosie Casals Wendy Turnbull    | Bettina Bunge Pam Shriver                           | Hana Mandlíková Wendy Turnbull Jo Durie Sylvia Hanika                                                               |
| 7 marzo   | Pittsburgh Open 1983 Pittsburgh, PA, USA ? - Sintetico (i) - 32S/16D Singolare - Doppio                   | Ginny Purdy 6-2, 7-5                     | Cláudia Monteiro               | Betsy Nagelsen Amy Holton                           | Pilar Vásquez Gretchen Magers Beth Norton Candy Reynolds                                                            |
| 7 marzo   | Pittsburgh Open 1983 Pittsburgh, PA, USA ? - Sintetico (i) - 32S/16D Singolare - Doppio                   | Candy Reynolds Paula Smith 6-3, 6-2      | Iwona Kuczynska Trey Lewis     | Betsy Nagelsen Amy Holton                           | Pilar Vásquez Gretchen Magers Beth Norton Candy Reynolds                                                            |
| 14 marzo  | Virginia Slims of Boston 1983 Boston, MA, USA 150 000 $ - Sintetico (i) - 32S/16D Singolare - Doppio      | Wendy Turnbull 4-6, 3-6, 6-4             | Sylvia Hanika                  | Billie Jean King Tracy Austin                       | Kathleen Horvath Wendy White Barbara Potter Betsy Nagelsen                                                          |
| 14 marzo  | Virginia Slims of Boston 1983 Boston, MA, USA 150 000 $ - Sintetico (i) - 32S/16D Singolare - Doppio      | Jo Durie Ann Kiyomura 6-1, 6-2           | Kathy Jordan Anne Smith        | Billie Jean King Tracy Austin                       | Kathleen Horvath Wendy White Barbara Potter Betsy Nagelsen                                                          |
| 23 marzo  | Virginia Slims Championships New York City, NY, USA 150 000 $ - Sintetico (i) - 16S/6D Singolare - Doppio | Martina Navrátilová 6-2, 6-0             | Chris Evert                    | Billie Jean King Sylvia Hanika                      | Pam Shriver Tracy Austin Barbara Potter Bettina Bunge                                                               |
| 23 marzo  | Virginia Slims Championships New York City, NY, USA 150 000 $ - Sintetico (i) - 16S/6D Singolare - Doppio | Martina Navrátilová Pam Shriver 7-5, 6-2 | Claudia Kohde Kilsch Eva Pfaff | Billie Jean King Sylvia Hanika                      | Pam Shriver Tracy Austin Barbara Potter Bettina Bunge                                                               |
| 28 marzo  | Bridgestone Doubles Championships Tokyo, Giappone 150 000 $ - Sintetico (i) - 8D Doppio                   | Billie Jean King Sharon Walsh 6-1, 6-1   | Kathy Jordan Anne Smith        | Ann Kiyomura Paula Smith Leslie Allen Mima Jaušovec | Lea Antonoplis Barbara Jordan Anne Hobbs Susan Leo Patrícia Medrado Cláudia Monteiro Rosemary Casals Wendy Turnbull |

## Aprile
| Settimana | Torneo | Vincitrici                                  | Finaliste                       | Semifinaliste                  | Eliminate ai quarti                                            |
| --------- | --- | ------------------------------------------- | ------------------------------- | ------------------------------ | -------------------------------------------------------------- |
| 4 aprile  | Family Circle Cup 1983 Hilton Head, SC, USA 200 000 $ - Terra verde- 56S/32D Singolare - Doppio                   | Martina Navrátilová 5-7, 6-1, 6-0           | Tracy Austin                    | Bettina Bunge Andrea Jaeger    | Andrea Temesvári Sylvia Hanika Manuela Maleeva Virginia Ruzici |
| 4 aprile  | Family Circle Cup 1983 Hilton Head, SC, USA 200 000 $ - Terra verde- 56S/32D Singolare - Doppio                   | Martina Navrátilová Candy Reynolds 7-5, 6-2 | Andrea Jaeger Paula Smith       | Bettina Bunge Andrea Jaeger    | Andrea Temesvári Sylvia Hanika Manuela Maleeva Virginia Ruzici |
| 11 aprile | Lipton WTA Championships 1983 Amelia Island, FL, USA 250 000 $ - Terra verde- 56S/32D Singolare - Doppio          | Chris Evert 6-3, 2-6, 7-5                   | Carling Bassett-Seguso          | Hana Mandlíková Kathy Rinaldi  | Sylvia Hanika Michelle Casati Bettina Bunge Raffaella Reggi    |
| 11 aprile | Lipton WTA Championships 1983 Amelia Island, FL, USA 250 000 $ - Terra verde- 56S/32D Singolare - Doppio          | Rosalyn Fairbank Candy Reynolds 6-4, 6-2    | Hana Mandlíková Virginia Ruzici | Hana Mandlíková Kathy Rinaldi  | Sylvia Hanika Michelle Casati Bettina Bunge Raffaella Reggi    |
| 18 aprile | United Airlines Tournament of Champions 1983 Orlando, FL, USA 200 000 $ - Terra rossa - 22S/8D Singolare - Doppio | Martina Navrátilová 6-1, 7-5                | Andrea Jaeger                   | Hana Mandlíková Wendy Turnbull | Yvonne Vermaak Billie Jean King Barbara Potter Virginia Ruzici |
| 18 aprile | United Airlines Tournament of Champions 1983 Orlando, FL, USA 200 000 $ - Terra rossa - 22S/8D Singolare - Doppio | Billie Jean King Anne Smith 6-3, 1-6, 7-6   | Martina Navrátilová Pam Shriver | Hana Mandlíková Wendy Turnbull | Yvonne Vermaak Billie Jean King Barbara Potter Virginia Ruzici |
| 25 aprile | Virginia Slims of Atlanta 1983 Atlanta, GA, USA 150 000 $ - Cemento - 32S/16D Singolare - Doppio                  | Pam Shriver 6-2, 6-0                        | Kathy Jordan                    | Anne White Wendy Turnbull      | Lele Forood Kim Steinmetz Anne Smith Andrea Leand              |
| 25 aprile | Virginia Slims of Atlanta 1983 Atlanta, GA, USA 150 000 $ - Cemento - 32S/16D Singolare - Doppio                  | Alycia Moulton Sharon Walsh 6-3, 7-6        | Rosie Casals Wendy Turnbull     | Anne White Wendy Turnbull      | Lele Forood Kim Steinmetz Anne Smith Andrea Leand              |

## Maggio
| Settimana | Torneo | Vincitrici                                                                        | Finaliste                                                                         | Semifinaliste                  | Eliminate ai quarti                                             |
| --------- | --- | --------------------------------------------------------------------------------- | --------------------------------------------------------------------------------- | ------------------------------ | --------------------------------------------------------------- |
| 2 maggio  | Internazionali d'Italia 1983 Perugia, Italia 150 000 $ - Terra - 56S/32D Singolare - Doppio                                   | Andrea Temesvári 6-1, 6-0                                                         | Bonnie Gadusek                                                                    | Kathleen Horvath Kathy Rinaldi | Christiane Jolissaint Jo Durie Helena Suková Laura Gildemeister |
| 2 maggio  | Internazionali d'Italia 1983 Perugia, Italia 150 000 $ - Terra - 56S/32D Singolare - Doppio                                   | Virginia Ruzici Virginia Wade 6-3, 2-6, 6-1                                       | Ivanna Madruga-Osses Catherine Tanvier                                            | Kathleen Horvath Kathy Rinaldi | Christiane Jolissaint Jo Durie Helena Suková Laura Gildemeister |
| 9 maggio  | WTA Swiss Open 1983 Lugano, Svizzera 100 000 $ - Terra rossa - 64S/32D Singolare - Doppio                                     | Il torneo di singolare è stato cancellato dopo il 3º turno a causa della pioggia. | Il torneo di singolare è stato cancellato dopo il 3º turno a causa della pioggia. |                                |                                                                 |
| 9 maggio  | WTA Swiss Open 1983 Lugano, Svizzera 100 000 $ - Terra rossa - 64S/32D Singolare - Doppio                                     | Christiane Jolissaint Marcella Mesker 6-2, 3-6, 7-5                               | Petra Delhees Patrícia Medrado                                                    |                                |                                                                 |
| 16 maggio | WTA German Open 1983 Berlino, Germania 150 000 $ - Terra rossa - 56S/29D Singolare - Doppio                                   | Chris Evert 6-4, 7-6                                                              | Kathleen Horvath                                                                  | Helena Suková Andrea Jaeger    | Pam Casale Sylvia Hanika Bettina Bunge Claudia Kohde Kilsch     |
| 16 maggio | WTA German Open 1983 Berlino, Germania 150 000 $ - Terra rossa - 56S/29D Singolare - Doppio                                   | Jo Durie Hobbs 6-4, 7-6                                                           | Claudia Kohde Kilsch Eva Pfaff                                                    | Helena Suková Andrea Jaeger    | Pam Casale Sylvia Hanika Bettina Bunge Claudia Kohde Kilsch     |
| 23 maggio | Open di Francia 1983 Parigi, Francia Grande Slam 350 000 $ - Terra rossa - 128S/64Q/64D/64X Singolare - Doppio - Doppio misto | Chris Evert 6-1, 6-2                                                              | Mima Jaušovec                                                                     | Jo Durie Andrea Jaeger         | Kathleen Horvath Tracy Austin Gretchen Magers Hana Mandlíková   |
| 23 maggio | Open di Francia 1983 Parigi, Francia Grande Slam 350 000 $ - Terra rossa - 128S/64Q/64D/64X Singolare - Doppio - Doppio misto | Rosalyn Fairbank Candy Reynolds 5-7, 7-5, 6-3                                     | Kathy Jordan Anne Smith                                                           | Jo Durie Andrea Jaeger         | Kathleen Horvath Tracy Austin Gretchen Magers Hana Mandlíková   |
| 23 maggio | Open di Francia 1983 Parigi, Francia Grande Slam 350 000 $ - Terra rossa - 128S/64Q/64D/64X Singolare - Doppio - Doppio misto | Barbara Jordan Eliot Teltscher 6-2, 6-3                                           | Leslie Allen Charles Buzz Strode                                                  | Jo Durie Andrea Jaeger         | Kathleen Horvath Tracy Austin Gretchen Magers Hana Mandlíková   |

## Giugno
| Settimana | Torneo | Vincitrici                                          | Finaliste                      | Semifinaliste                   | Eliminate ai quarti                                                |
| --------- | --- | --------------------------------------------------- | ------------------------------ | ------------------------------- | ------------------------------------------------------------------ |
| 6 giugno  | DFS Classic 1983 Birmingham, Gran Bretagna 100 000 $ - Erba - 56S/32D Singolare - Doppio                                         | Billie Jean King 6-3, 7-5                           | Alycia Moulton                 | Anne White Zina Garrison        | Elizabeth Smylie Yvonne Vermaak Nancy Yeargin Sharon Walsh         |
| 6 giugno  | DFS Classic 1983 Birmingham, Gran Bretagna 100 000 $ - Erba - 56S/32D Singolare - Doppio                                         | Billie Jean King Sharon Walsh 5-7, 6-4, 7-5         | Beverly Mould Elizabeth Smylie | Anne White Zina Garrison        | Elizabeth Smylie Yvonne Vermaak Nancy Yeargin Sharon Walsh         |
| 13 giugno | International Women's Open 1983 Eastbourne, Gran Bretagna 150 000 $ - Erba - 64S/32D Singolare - Doppio                          | Martina Navrátilová 6-1, 6-1                        | Wendy Turnbull                 | Zina Garrison Tracy Austin      | Jo Durie Bettina Bunge Beth Herr Andrea Jaeger                     |
| 13 giugno | International Women's Open 1983 Eastbourne, Gran Bretagna 150 000 $ - Erba - 64S/32D Singolare - Doppio                          | Martina Navrátilová Pam Shriver 6-1, 6-0            | Jo Durie Anne Hobbs            | Zina Garrison Tracy Austin      | Jo Durie Bettina Bunge Beth Herr Andrea Jaeger                     |
| 20 giugno | Torneo di Wimbledon 1983 Londra, Gran Bretagna Grande Slam 670 000 $ - Erba - 128S/64Q/56D/64X Singolare - Doppio - Doppio misto | Martina Navrátilová 6-0, 6-3                        | Andrea Jaeger                  | Yvonne Vermaak Billie Jean King | Jennifer Mundel-Reinbold Virginia Wade Barbara Potter Kathy Jordan |
| 20 giugno | Torneo di Wimbledon 1983 Londra, Gran Bretagna Grande Slam 670 000 $ - Erba - 128S/64Q/56D/64X Singolare - Doppio - Doppio misto | Martina Navrátilová Pam Shriver 5-7, 7-5, 6-3       | Rosie Casals Wendy Turnbull    | Yvonne Vermaak Billie Jean King | Jennifer Mundel-Reinbold Virginia Wade Barbara Potter Kathy Jordan |
| 20 giugno | Torneo di Wimbledon 1983 Londra, Gran Bretagna Grande Slam 670 000 $ - Erba - 128S/64Q/56D/64X Singolare - Doppio - Doppio misto | Wendy Turnbull John Lloyd 6-7 (5-7), 7-6 (7-5), 7-5 | Billie Jean King Steve Denton  | Yvonne Vermaak Billie Jean King | Jennifer Mundel-Reinbold Virginia Wade Barbara Potter Kathy Jordan |

## Luglio
| Settimana | Torneo                                                                                                | Vincitrici                                  | Finaliste                          | Semifinaliste                    | Eliminate ai quarti                                                   |
| --------- | --- | ------------------------------------------- | ---------------------------------- | -------------------------------- | --------------------------------------------------------------------- |
| 4 luglio  | Fila Europa Cup 1983 Amburgo, Germania 100 000 $ - Terra rossa - 32S/16D Singolare - Doppio           | Andrea Temesvári 6-4, 6-2                   | Eva Pfaff                          | Petra Huber Ivanna Madruga-Osses | Beth Herr Laura Gildemeister Petra Jauch-Delhees Claudia Kohde Kilsch |
| 4 luglio  | Fila Europa Cup 1983 Amburgo, Germania 100 000 $ - Terra rossa - 32S/16D Singolare - Doppio           | Bettina Bunge Claudia Kohde Kilsch 7-5, 6-4 | Ivanna Madruga-Osses Tanvier       | Petra Huber Ivanna Madruga-Osses | Beth Herr Laura Gildemeister Petra Jauch-Delhees Claudia Kohde Kilsch |
| 11 luglio | Hall of Fame Tennis Championships 1983 Newport, RI, USA 100 000 $ - Erba - 32S/16D Singolare - Doppio | Alycia Moulton 6-3, 6-2                     | Kim Shaefer                        | Pam Shriver Terry Holladay       | Louise Allen Sherry Acker Tina Mochisuki Anna-Maria Fernández         |
| 11 luglio | Hall of Fame Tennis Championships 1983 Newport, RI, USA 100 000 $ - Erba - 32S/16D Singolare - Doppio | Barbara Potter Pam Shriver 6-3, 6-1         | Barbara Jordan Elizabeth Smylie    | Pam Shriver Terry Holladay       | Louise Allen Sherry Acker Tina Mochisuki Anna-Maria Fernández         |
| 11 luglio | Freiburg Open 1983 Friburgo, Germania 50 000 $ - Terra rossa - 32S/16D Singolare - Doppio             | Catherine Tanvier 6-4, 7-5                  | Laura Gildemeister                 |                                  |                                                                       |
| 11 luglio | Freiburg Open 1983 Friburgo, Germania 50 000 $ - Terra rossa - 32S/16D Singolare - Doppio             | Bettina Bunge Eva Pfaff 6-1, 6-2            | Ivanna Madruga-Osses Emilse Raponi |                                  |                                                                       |
| 17 luglio | Federation Cup 1983 Zurigo, Svizzera Evento a squadre Terra rossa                                     | Cecoslovacchia 2-1                          | Germania Ovest                     | Stati Uniti Svizzera             | Jugoslavia Argentina Australia Regno Unito                            |
| 18 luglio | WTA Austrian Open 1983 Kitzbühel, Austria 50 000 $ - Terra rossa - 32S/16D Singolare - Doppio         | Pascale Paradis 3-6, 6-3, 6-2               | Petra Huber                        |                                  |                                                                       |
| 18 luglio | WTA Austrian Open 1983 Kitzbühel, Austria 50 000 $ - Terra rossa - 32S/16D Singolare - Doppio         | Chris Newton Pam Whytcross 2-6, 6-4, 7-6    | Nathalie Herreman Pascale Paradis  |                                  |                                                                       |

## Agosto
| Settimana | Torneo | Vincitrici                                     | Finaliste                       | Semifinaliste                   | Eliminate ai quarti                                                  |
| --------- | --- | ---------------------------------------------- | ------------------------------- | ------------------------------- | -------------------------------------------------------------------- |
| 1º agosto | US Clay Court Championships 1983 Indianapolis, IN, USA 200 000 $ - Terra rossa - 56S/32D Singolare - Doppio                 | Andrea Temesvári 6-2, 6-2                      | Zina Garrison                   | Virginia Ruzici Kathy Rinaldi   | Kathleen Horvath Bonnie Gadusek Ivanna Madruga-Osses Manuela Maleeva |
| 1º agosto | US Clay Court Championships 1983 Indianapolis, IN, USA 200 000 $ - Terra rossa - 56S/32D Singolare - Doppio                 | Kathleen Horvath Virginia Ruzici 7-5, 6-4      | Gigi Fernández Beth Herr        | Virginia Ruzici Kathy Rinaldi   | Kathleen Horvath Bonnie Gadusek Ivanna Madruga-Osses Manuela Maleeva |
| 8 agosto  | Virginia Slims of Los Angeles 1983 Los Angeles, CA, USA 150 000 $ - Cemento - 56S/32D Singolare - Doppio                    | Martina Navrátilová 6-1, 6-3                   | Chris Evert                     | Pam Shriver Kate Latham         | Wendy White Alycia Moulton Elise Burgin Jo Durie                     |
| 8 agosto  | Virginia Slims of Los Angeles 1983 Los Angeles, CA, USA 150 000 $ - Cemento - 56S/32D Singolare - Doppio                    | Martina Navrátilová Pam Shriver 6-1, 6-0       | Betsy Nagelsen Virginia Ruzici  | Pam Shriver Kate Latham         | Wendy White Alycia Moulton Elise Burgin Jo Durie                     |
| 15 agosto | Canada Open 1983 Toronto, Canada 200 000 $ - Cemento - 56S/32D Singolare - Doppio                                           | Martina Navrátilová 6-4, 4-6, 6-1              | Chris Evert                     | Hana Mandlíková Elise Burgin    | Kathleen Horvath Andrea Jaeger Kathy Jordan Claudia Kohde Kilsch     |
| 15 agosto | Canada Open 1983 Toronto, Canada 200 000 $ - Cemento - 56S/32D Singolare - Doppio                                           | Anne Hobbs Andrea Jaeger 6-4, 5-7, 7-5         | Rosalyn Fairbank Candy Reynolds | Hana Mandlíková Elise Burgin    | Kathleen Horvath Andrea Jaeger Kathy Jordan Claudia Kohde Kilsch     |
| 22 agosto | WTA New Jersey 1983 Mahwah, NJ, USA 125 000 $ - Cemento - 56S/32D Singolare - Doppio                                        | Jo Durie 2-6, 7-5, 6-4                         | Hana Mandlíková                 | Barbara Potter Camille Benjamin | Helena Suková Iva Budařová Rosalyn Fairbank Virginia Ruzici          |
| 22 agosto | WTA New Jersey 1983 Mahwah, NJ, USA 125 000 $ - Cemento - 56S/32D Singolare - Doppio                                        | Jo Durie Sharon Walsh 4-6, 7-5, 6-3            | Rosalyn Fairbank Candy Reynolds | Barbara Potter Camille Benjamin | Helena Suková Iva Budařová Rosalyn Fairbank Virginia Ruzici          |
| 29 agosto | US Open 1983 Flushing Meadows, NY, USA Grande Slam 850 000 $ - Cemento - 128S/64Q/64D/32X Singolare - Doppio - Doppio misto | Martina Navrátilová 6-1, 6-3                   | Chris Evert                     | Pam Shriver Jo Durie            | Sylvia Hanika Andrea Jaeger Ivanna Madruga-Osses Hana Mandlíková     |
| 29 agosto | US Open 1983 Flushing Meadows, NY, USA Grande Slam 850 000 $ - Cemento - 128S/64Q/64D/32X Singolare - Doppio - Doppio misto | Martina Navrátilová Pam Shriver 6-7, 6-1, 6-3  | Rosalyn Fairbank Candy Reynolds | Pam Shriver Jo Durie            | Sylvia Hanika Andrea Jaeger Ivanna Madruga-Osses Hana Mandlíková     |
| 29 agosto | US Open 1983 Flushing Meadows, NY, USA Grande Slam 850 000 $ - Cemento - 128S/64Q/64D/32X Singolare - Doppio - Doppio misto | Elizabeth Smylie John Fitzgerald 3-6, 6-3, 6-4 | Barbara Potter Ferdi Taygan     | Pam Shriver Jo Durie            | Sylvia Hanika Andrea Jaeger Ivanna Madruga-Osses Hana Mandlíková     |

## Settembre
| Settimana    | Torneo                                                                                                   | Vincitrici                                    | Finaliste                         | Semifinaliste                   | Eliminate ai quarti                                                |
| ------------ | --- | --------------------------------------------- | --------------------------------- | ------------------------------- | ------------------------------------------------------------------ |
| 12 settembre | Toray Pan Pacific Open 1983 Tokyo, Giappone 175 000 $ - Sintetico (i) - 28S Singolare                    | Lisa Bonder-Kreiss 6-2, 5-7, 6-1              | Andrea Jaeger                     | Kathleen Horvath Alycia Moulton | Beth Herr Anne Hobbs Leigh-Anne Thompson Vicki Nelson Dunbar       |
| 12 settembre | Virginia Slims of Utah 1983 Salt Lake City, UT, USA 50 000 $ - Cemento - 32S/16D Singolare - Doppio      | Yvonne Vermaak 6-2, 0-6, 7-5                  | Felicia Raschiatore               | Paula Smith Lilian Kelaidis     | Sara Gomer Kate Latham Elizabeth Minter Cláudia Monteiro           |
| 12 settembre | Virginia Slims of Utah 1983 Salt Lake City, UT, USA 50 000 $ - Cemento - 32S/16D Singolare - Doppio      | Cláudia Monteiro Yvonne Vermaak 6-1, 3-6, 6-4 | Amanda Brown Brenda Remilton-Ward | Paula Smith Lilian Kelaidis     | Sara Gomer Kate Latham Elizabeth Minter Cláudia Monteiro           |
| 19 settembre | Virginia Slims of Richmond 1983 Richmond, VA, USA 150 000 $ - Sintetico (i) - 32S/16D Singolare - Doppio | Rosalyn Fairbank 6-4, 5-7, 6-4                | Kathy Jordan                      | Barbara Potter Wendy White      | Mary Lou Daniels Kim Sands Bonnie Gadusek Camille Benjamin         |
| 19 settembre | Virginia Slims of Richmond 1983 Richmond, VA, USA 150 000 $ - Sintetico (i) - 32S/16D Singolare - Doppio | Rosalyn Fairbank Candy Reynolds 6-7, 6-2, 6-1 | Kathy Jordan Barbara Potter       | Barbara Potter Wendy White      | Mary Lou Daniels Kim Sands Bonnie Gadusek Camille Benjamin         |
| 19 settembre | Virginia Slims of Kansas 1983 Kansas City, KS, USA 50 000 $ - Cemento - 32S/16D Singolare - Doppio       | Elizabeth Smylie 6-3, 6-1                     | Anne Minter                       | Sue Barker Barbara Gerken       | Molly Van Nostrand Maeve Quinlan Lori McNeil Chris O'Neil          |
| 19 settembre | Virginia Slims of Kansas 1983 Kansas City, KS, USA 50 000 $ - Cemento - 32S/16D Singolare - Doppio       | Sandy Collins Elizabeth Smylie 7-5, 7-6       | Chris O'Neil Brenda Remilton-Ward | Sue Barker Barbara Gerken       | Molly Van Nostrand Maeve Quinlan Lori McNeil Chris O'Neil          |
| 26 settembre | US Indoors 1983 Hartford, USA CN 150 000 $ - Sintetico (i) - 32S/16D Singolare - Doppio                  | Kim Shaefer 6-4, 6-3                          | Sylvia Hanika                     | Wendy Turnbull Pam Shriver      | Carling Bassett-Seguso Rosalyn Fairbank Zina Garrison Leslie Allen |
| 26 settembre | US Indoors 1983 Hartford, USA CN 150 000 $ - Sintetico (i) - 32S/16D Singolare - Doppio                  | Billie Jean King Sharon Walsh 3-6, 6-3, 6-4   | Kathy Jordan Barbara Potter       | Wendy Turnbull Pam Shriver      | Carling Bassett-Seguso Rosalyn Fairbank Zina Garrison Leslie Allen |
| 26 settembre | Northern California Open 1983 Bakersfield, CA, USA 50 000 $ - Cemento - 32S/16D Singolare - Doppio       | Jennifer Mundel-Reinbold 6-4, 6-1             | Julie Harrington                  | Lori McNeil Pilar Vásquez       | Lea Antonoplis Ann Henricksson Debbie Spence Lena Sandin           |
| 26 settembre | Northern California Open 1983 Bakersfield, CA, USA 50 000 $ - Cemento - 32S/16D Singolare - Doppio       | Kylie Copeland Lori McNeil 6-4, 6-3           | Ann Henricksson Pat Medrado       | Lori McNeil Pilar Vásquez       | Lea Antonoplis Ann Henricksson Debbie Spence Lena Sandin           |

## Ottobre
| Settimana  | Torneo | Vincitrici                                  | Finaliste                         | Semifinaliste                                         | Eliminate ai quarti                                                                                           |
| ---------- | --- | ------------------------------------------- | --------------------------------- | ----------------------------------------------------- | --- |
| 3 ottobre  | Virginia Slims of Detroit 1983 Detroit, MI, USA 150 000 $ - Sintetico (i) - 32S/16D Singolare - Doppio     | Virginia Ruzici 4-6, 6-4, 6-2               | Kathy Jordan                      | Sharon Walsh Zina Garrison                            | Barbara Potter Wendy Turnbull Hana Mandlíková Sylvia Hanika                                                   |
| 3 ottobre  | Virginia Slims of Detroit 1983 Detroit, MI, USA 150 000 $ - Sintetico (i) - 32S/16D Singolare - Doppio     | Kathy Jordan Barbara Potter 6-4, 6-1        | Rosie Casals Wendy Turnbull       | Sharon Walsh Zina Garrison                            | Barbara Potter Wendy Turnbull Hana Mandlíková Sylvia Hanika                                                   |
| 10 ottobre | Borden Classic 1983 Tokyo, Giappone 75 000 $ - Cemento - 32S/16D Singolare - Doppio                        | Lisa Bonder-Kreiss 6-1, 6-3                 | Laura Arraya                      | Etsuko Inoue Micki Schillig                           | Shelley Solomon Kumiko Okamoto Masako Yanagi Tina Mochizuki                                                   |
| 10 ottobre | Borden Classic 1983 Tokyo, Giappone 75 000 $ - Cemento - 32S/16D Singolare - Doppio                        | Chris O'Neil Pam Whytcross 5-7, 7-6, 6-3    | Brenda Remilton-Ward Naoko Satō   | Etsuko Inoue Micki Schillig                           | Shelley Solomon Kumiko Okamoto Masako Yanagi Tina Mochizuki                                                   |
| 10 ottobre | Eckerd Tennis Open 1983 Tarpon Springs, FL, USA 150 000 $ - Cemento - 32S/16D Singolare - Doppio           | Martina Navrátilová 6-3, 6-2                | Pam Shriver                       | Zina Garrison Kathy Rinaldi                           | Bonnie Gadusek Debbie Spence Elise Burgin Raffaella Reggi                                                     |
| 10 ottobre | Eckerd Tennis Open 1983 Tarpon Springs, FL, USA 150 000 $ - Cemento - 32S/16D Singolare - Doppio           | Martina Navrátilová Pam Shriver 6-0, 6-1    | Bonnie Gadusek Wendy White        | Zina Garrison Kathy Rinaldi                           | Bonnie Gadusek Debbie Spence Elise Burgin Raffaella Reggi                                                     |
| 17 ottobre | Brighton International 1983 Brighton, Gran Bretagna 150 000 $ - Sintetico (i) - 32S/16D Singolare - Doppio | Chris Evert 6-1, 6-1                        | Jo Durie                          | Andrea Temesvári Pam Shriver                          | Catherine Tanvier Marie-Christine Calleja Ann Kiyomura Sue Barker                                             |
| 17 ottobre | Brighton International 1983 Brighton, Gran Bretagna 150 000 $ - Sintetico (i) - 32S/16D Singolare - Doppio | Chris Evert Pam Shriver 7-5, 6-4            | Jo Durie Ann Kiyomura             | Andrea Temesvári Pam Shriver                          | Catherine Tanvier Marie-Christine Calleja Ann Kiyomura Sue Barker                                             |
| 17 ottobre | Japan Open Tennis Championships 1983 Tokyo, Giappone 50 000 $ - Cemento - S/D Singolare - Doppio           | Etsuko Inoue 6-2, 5-7, 6-1                  | Shelley Solomon                   | non conosciuta (bandiera) · non conosciuta (bandiera) | non conosciuta (bandiera) · non conosciuta (bandiera) · non conosciuta (bandiera) · non conosciuta (bandiera) |
| 17 ottobre | Japan Open Tennis Championships 1983 Tokyo, Giappone 50 000 $ - Cemento - S/D Singolare - Doppio           | Chris O'Neil Pam Whytcross 6-3, 7-5         | Helena Manset Miki Schillig       | non conosciuta (bandiera) · non conosciuta (bandiera) | non conosciuta (bandiera) · non conosciuta (bandiera) · non conosciuta (bandiera) · non conosciuta (bandiera) |
| 24 ottobre | Porsche Tennis Grand Prix 1983 Stoccarda, Germania 150 000 $ - Sintetico (i) - 32S/16D Singolare - Doppio  | Martina Navrátilová 6-1, 6-2                | Catherine Tanvier                 | Eva Pfaff Virginia Ruzici                             | Jo Durie Andrea Temesvári Catrin Jexell Helena Suková                                                         |
| 24 ottobre | Porsche Tennis Grand Prix 1983 Stoccarda, Germania 150 000 $ - Sintetico (i) - 32S/16D Singolare - Doppio  | Martina Navrátilová Candy Reynolds 6-2, 6-1 | Virginia Ruzici Catherine Tanvier | Eva Pfaff Virginia Ruzici                             | Jo Durie Andrea Temesvári Catrin Jexell Helena Suková                                                         |

## Novembre
| Settimana   | Torneo                                                                                                  | Vincitrici | Finaliste                                                         | Semifinaliste                                         | Eliminate ai quarti                                                                                           |
| ----------- | --- | --- | ----------------------------------------------------------------- | ----------------------------------------------------- | --- |
| 1º novembre | Wightman Cup 1983 Williamsburg, VA, USA Cemento (i) Evento a squadre                                    | Stati Uniti 6-1 Martina Navrátilová 6-2, 6-0 Kathy Rinaldi 6-2, 6-2 Pam Shriver 6-3, 6-2 Pam Shriver 6-0, 6-1 Martina Navrátilová 6-3, 6-3 | Regno Unito Sue Barker Virginia Wade Jo Durie Sue Barker Jo Durie |                                                       | |
| 1º novembre | Wightman Cup 1983 Williamsburg, VA, USA Cemento (i) Evento a squadre                                    | Candy Reynolds Paula Smith 5-7, 6-3, 1-6 Martina Navrátilová Pam Shriver 6-2, 6-1                                                          | Sue Barker Virginia Wade Jo Durie Annabel Croft                   |                                                       | |
| 7 novembre  | Maybelline Classic 1983 Deerfield Beach, FL, USA 125 000 $ - Cemento - 32S/16D Singolare - Doppio       | Chris Evert 6-0, 6-4 | Bonnie Gadusek                                                    | Anne Smith Pam Casale                                 | Michele Casati Kim Sands Beth Herr Kathy Rinaldi                                                              |
| 7 novembre  | Maybelline Classic 1983 Deerfield Beach, FL, USA 125 000 $ - Cemento - 32S/16D Singolare - Doppio       | Bonnie Gadusek Wendy White 6-1, 3-6, 6-3                                                                                                   | Pam Casale Mary Lou Daniels                                       | Anne Smith Pam Casale                                 | Michele Casati Kim Sands Beth Herr Kathy Rinaldi                                                              |
| 7 novembre  | Port St. Lucie Open 1983 Port St. Lucie, FL, USA 125 000 $ - Sintetico (i) - 15S/5D Singolare - Doppio  | Kathleen Horvath 4-6, 6-2, 7-6 | Carling Bassett-Seguso                                            | Yvonne Vermaak Sandy Collins                          | Anne Hobbs Julie Harrington Ginny Purdy Elizabeth Smylie                                                      |
| 7 novembre  | Port St. Lucie Open 1983 Port St. Lucie, FL, USA 125 000 $ - Sintetico (i) - 15S/5D Singolare - Doppio  | Rosalyn Fairbank Candy Reynolds 5-7, 7-5, 6-3                                                                                              | Lea Antonoplis Barbara Jordan                                     | Yvonne Vermaak Sandy Collins                          | Anne Hobbs Julie Harrington Ginny Purdy Elizabeth Smylie                                                      |
| 14 novembre | Queensland Open 1983 Brisbane, Australia 150 000 $ - Erba - 56S/32D Singolare - Doppio                  | Pam Shriver 6-4, 7-5 | Wendy Turnbull                                                    | Jo Durie Hana Mandlíková                              | Claudia Kohde Kilsch Catherine Suire Eva Pfaff Rosalyn Fairbank                                               |
| 14 novembre | Queensland Open 1983 Brisbane, Australia 150 000 $ - Erba - 56S/32D Singolare - Doppio                  | Anne Hobbs Wendy Turnbull 6-3, 6-4 | Pam Shriver Sharon Walsh                                          | Jo Durie Hana Mandlíková                              | Claudia Kohde Kilsch Catherine Suire Eva Pfaff Rosalyn Fairbank                                               |
| 19 novembre | Lion's Cup 1983 Tokyo, Giappone 200 000 $ - Sintetico (i) - 4S Singolare                                | Martina Navrátilová 6-2, 6-2 | Chris Evert                                                       | non conosciuta (bandiera) · non conosciuta (bandiera) | non conosciuta (bandiera) · non conosciuta (bandiera) · non conosciuta (bandiera) · non conosciuta (bandiera) |
| 21 novembre | New South Wales Open 1983 Sydney, Australia 150 000 $ - Erba - 56S/32D Singolare - Doppio               | Jo Durie 6-3, 7-5 | Kathy Jordan                                                      | Elizabeth Smylie Helena Suková                        | Gigi Fernández Sophie Amiach Rosalyn Fairbank Eva Pfaff                                                       |
| 21 novembre | New South Wales Open 1983 Sydney, Australia 150 000 $ - Erba - 56S/32D Singolare - Doppio               | Anne Hobbs Wendy Turnbull 6-4, 6-3 | Hana Mandlíková Helena Suková                                     | Elizabeth Smylie Helena Suková                        | Gigi Fernández Sophie Amiach Rosalyn Fairbank Eva Pfaff                                                       |
| 28 novembre | Australian Open 1983 Melbourne, Australia Grande Slam 500 000 $ - Erba - 64S/32Q/32D Singolare - Doppio | Martina Navrátilová 6-2, 7-6 | Kathy Jordan                                                      | Pam Shriver Zina Garrison                             | Jo Durie Carling Bassett-Seguso Wendy Turnbull Sylvia Hanika                                                  |
| 28 novembre | Australian Open 1983 Melbourne, Australia Grande Slam 500 000 $ - Erba - 64S/32Q/32D Singolare - Doppio | Martina Navrátilová Pam Shriver 6-4, 6-7, 6-2                                                                                              | Anne Hobbs Wendy Turnbull                                         | Pam Shriver Zina Garrison                             | Jo Durie Carling Bassett-Seguso Wendy Turnbull Sylvia Hanika                                                  |

## Dicembre
Nessun evento